# Трунко
Трунко (познато и као Маргатино чудовиште) је назив за створење које је наводно виђено на обали малог града Маргате у Јужној Африци, 25. октобра 1924.. Ово створење је наводно први пут виђено близу обале како се бори са две Орке. Наводно су се борили 3 сата. Створење је наводно користило свој реп за борбу. Један од сведока, Хју Баланс је рекао како је створење риба слична поларном медведу.

## Трупло
1924. се на обали града Маргате у Јужној Африци појавило трупло животиње за које се мисли да је Трунко. Ниједан научник никада није прегледао трупло, тако да се не зна шта је то у ствари било, а до септембра 2010. фотографија трупла није била објављена. Неки људи су изјавили како је на труплу било бело крзно, реп јастога и да у труплу није било крви.